# DN65A
De DN65A (Drum Național 65A of Nationale weg 65A) is een weg in Roemenië. Hij loopt van Albota bij Pitești via Costești en Roșiorii de Vede naar Turnu Măgurele. De weg is 124 kilometer lang.

## Europese wegen
De volgende Europese weg loopt met de DN65A mee:
- in Roșiorii de Vede (dubbelnummering met DN6)